# Локша
Локша — река в России, протекает в Заволжском районе Ивановской области. Впадает в Горьковское водохранилище на Волге в 2456 км от её устья по левому берегу. Длина реки составляет 31 км, площадь водосборного бассейна 98 км².
Исток реки находится у деревни Лентьево близ границы с Костромской областью в 37 км к северо-западу от Кинешмы. Река течёт на юго-восток, затем на юг, протекает несколько деревень и крупное село Есиплево. Впадает в залив Горьковского водохранилища, образованный ею и Шохной у деревни Городище.

## Данные водного реестра
По данным государственного водного реестра России относится к Верхневолжскому бассейновому округу, водохозяйственный участок реки — Волга от города Кострома до Горьковского гидроузла (Горьковское водохранилище), без реки Унжа, речной подбассейн реки — Волга ниже Рыбинского водохранилища до впадения Оки. Речной бассейн реки — (Верхняя) Волга до Куйбышевского водохранилища (без бассейна Оки).
Код объекта в государственном водном реестре — 08010300412110000013551.